# Jaciment de la Fita
La Fita és un jaciment arqueològic del Paleolític que es troba al municipi de Coll de Nargó, a la comarca lleidatana de l'Alt Urgell. El jaciment va ser descobert durant la realització de la Carta Arqueològica de l'Alt Urgell. Consisteix en una sèrie de fragments lítics en superfície. Aquests, podrien correspondre a un jaciment en superfície o a les restes de dòlmens coneguts en la mateixa zona però avui dia destruïts.